# Kolostrum

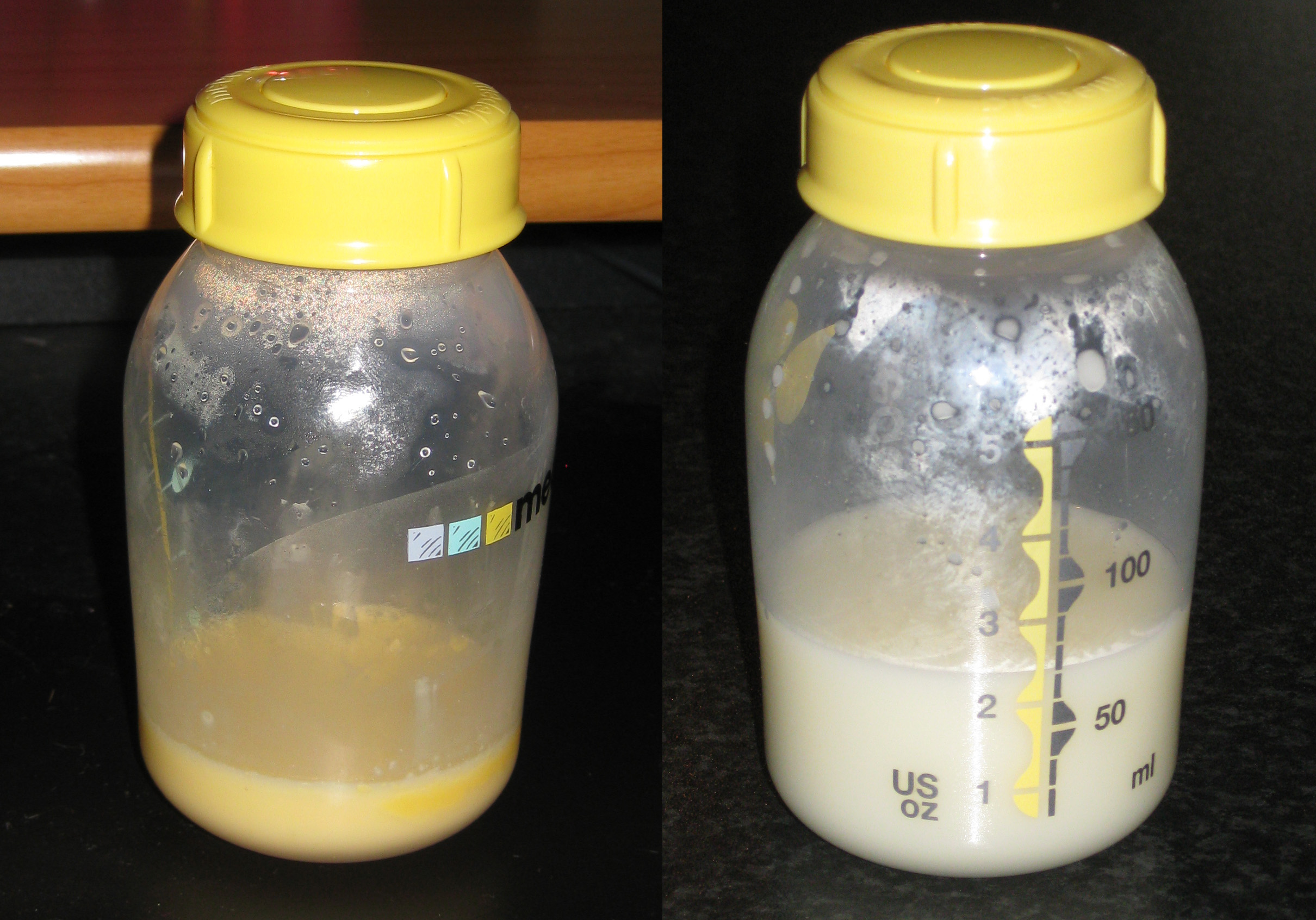
Menschliche Vormilch und Muttermilch: links Vormilch vom vierten Stilltag, rechts Muttermilch vom achten Stilltag. Vormilch ist oft gelblicher als Muttermilch.

Kolostrum (lat. colostrum), auch Erstmilch, Vormilch  oder Kolostralmilch, ist bei Säugetieren die erste Substanz, die nach einer Schwangerschaft von den weiblichen Milchdrüsen produziert und über die Brustwarzen ausgeschieden wird. Bei Rindern wird das meist dickflüssige und gelbliche Kolostrum auch als Biestmilch, Biest (m.) oder Beestmilch, in der Schweiz auch als Brieschmilch bezeichnet. Es enthält wie die später gebildete Milch Proteine, Enzyme, Vitamine, Mineralien, Wachstumsfaktoren, Aminosäuren und von der Mutter gebildete Antikörper, jedoch teilweise in höheren Anteilen. Damit wird das Kind oder Jungtier gestärkt und seine Immunabwehr wird unterstützt. Auch der Zellgehalt ist höher als in normaler Milch. Die Kolostralzellen sind vor allem Leukozyten. Der Fettanteil in Kolostrum ist geringer als in Milch.

## Menschliche Vormilch
Aufgrund seines hohen Proteingehaltes ist das Kolostrum etwas schleimig, dickflüssig und von gelblicher Farbe, manchmal auch mit Blut versetzt. Es wird dem Neugeborenen direkt nach der Geburt zur Verfügung gestellt und ändert beim Menschen innerhalb der nächsten 18 bis 36 Stunden seine Zusammensetzung, bis nach etwa zwei bis fünf Tagen die gewöhnliche Muttermilch erzeugt wird. Neugeborene verfügen über ein unausgereiftes Verdauungssystem, und das Kolostrum liefert seine Nährstoffe in kleinvolumiger konzentrierter Form. Es hat einen geringen abführenden Effekt, wodurch die Ausscheidung des Mekoniums angeregt wird. Außerdem wird dadurch der Überschuss an Bilirubin im Darm vermindert, der sich aufgrund des Verlusts an Blutvolumen im Rahmen der Geburt gebildet hat und für den Neugeborenenikterus verantwortlich ist.
Das Kolostrum enthält Lymphozyten und Antikörper (IgA, IgG und IgM). Weitere Immunkomponenten im Kolostrum umfassen Laktoferrin, Lysozym, Lactoperoxidase, Komplement und PRP. Auch einige Zytokine konnten im Kolostrum nachgewiesen werden, darunter Interleukine, Tumornekrosefaktor und Chemokine. Weitere Inhaltsstoffe im Kolostrum sind Wachstumsfaktoren.
An Nährstoffen enthält das Kolostrum neben einem hohen Anteil an Proteinen auch Vitamin A, Natriumchlorid und im Vergleich zur späteren Muttermilch geringere Anteile an Kohlenhydraten, Lipiden und Kalium.

## Bovines Kolostrum
Bei Kühen wird das Kolostrum auch der Biest oder die Biestmilch (in der Schweiz Brieschmili) genannt. Umgangssprachlich sind besonders im südwestdeutschen Raum auch die Bezeichnungen Pfaff, Pfaffenmilch, Priestermilch und Kuhpriester bekannt. Da neugeborene Rinder im Unterschied zum Menschen keine passive Immunität über die Plazenta erhalten, sind die Immunkomponenten des Kolostrums bei Kälbern essentiell. Die poröse Beschaffenheit des Kälberdarms erlaubt es auch großen Proteinen, die Darmwand zu überwinden. Dieser Zustand der Darmwand ändert sich nach spätestens 24 Stunden, was die Immunkapazität des Kolostrums nach dieser Zeit einschränkt.
Kolostrum von Kühen gilt als gesundes Lebensmittel, es gibt zahlreiche Studien zu Kolostrum. Unter anderem soll Kolostrum einen gewissen Schutz vor Infektionskrankheiten bieten und die Wundheilung sowie die Regeneration geschädigter Darmschleimhaut unterstützen. Die Qualität des Kolostrums als Lebensmittel wird üblicherweise im Gehalt an Immunglobulin G pro Liter Kolostrum angegeben. Die Zusammensetzung von bovinem und menschlichen Kolostrum unterscheidet sich nur geringfügig. Einer deutschen Studie zufolge produzieren Stuten demzufolge das höchstwertige Kolostrum mit einem IgG-Gehalt von durchschnittlich 70 g pro Liter.
Kolostrum wird regional als Grundstoff für Brot und Käse verwendet. In Finnland ist Käse aus Biestmilch unter dem Namen Leipäjuusto („Brotkäse“) in jedem Lebensmittelgeschäft erhältlich und mit Moltebeerkonfitüre eine beliebte Nachspeise.

## Lebensmittelrechtliche Situation
Bovines Kolostrum („Gemelk der ersten fünf Tage nach dem Kalben“) darf in Deutschland nach § 18 (2) Milchverordnung nicht unter der Bezeichnung „Milch“ oder als Erzeugnis „auf Milchbasis“ deklariert werden, sondern nur als Lebensmittel der eigenen Art, beispielsweise als diätetisches Lebensmittel. Die Verwendung in Nahrungsergänzungsmitteln wird gegenwärtig in fachlicher und rechtlicher Hinsicht diskutiert. Werbeaussagen zur besonderen Wirkung von Kolostrum sind in der Europäischen Union nicht statthaft. Seit 1. Juli 2007 werden sie entsprechend der Anforderungen der Health-Claims-Verordnung kontrolliert, die eine wissenschaftlich hinreichende Absicherung vorschreibt.
In Australien wird Kolostrum für die Leistungssteigerung im Sport eingesetzt, da es die körpereigene Ausschüttung von Wachstumshormonen zu begünstigen scheint und Muttermilch nicht auf dem Doping-Index steht. Die Qualität des verwendeten Kolostrums hängt sehr stark von der Verarbeitung des Ausgangsstoffes ab. Durch zu starke Erhitzung gehen die wertvollen Inhaltsstoffe verloren. Mit dem Verfahren der Kaltsterilfiltrierung wird das Grundprodukt einerseits keimfrei gemacht, andererseits gefriergetrocknet und vor allem nicht über 42 °C erhitzt.
Zur Einfuhr von Lebensmitteln aus bovinem Kolostrum müssen die tierseuchenrechtlichen Bedingungen wie bei anderen Milchprodukten erfüllt werden. Es gelten die Bedingungen der Entscheidung der Kommission 95/343/EG.